# 思州土司
思州土司是中國西南貴州歷史上的一個土司政權，其統治者姓田氏，治所位於思州（思州作为该地区的行政中心，治所一直有变动：初治务川县，即今沿河；北宋政和七年（1117年），务川县移治今務川；元至元十四年（1277年），思州守令田景賢歸順元朝，移治龍泉坪，即今鳳岡；未幾，司治遇火，移至清江，即今岑鞏，至元十七年（1280年），元帝敕徙宣撫司治所還於龍泉坪，未果（一說遷回））。它與水西土司、水東土司、播州土司並稱貴州四大土司。
根據據《田氏宗譜》的說法，思州土司是漢人，其祖先是田齊的宗室，後來遷居到雁門，至隋朝時已經定居於京兆藍田（今陝西西安，思州田氏的堂號“紫荊堂”即典出《續齊諧記》中京兆人田真三兄弟“三荊同株”的故事）。隋開皇二年（582年），田宗顯被封為黔中刺史，至當地平定叛亂，後鎮守四州十八堡。後來子孫世襲宣慰使的職位，成為思州土司。然而，也有說法認為思州田氏是土家族或苗族、仡佬族。
思州土司勢力大約在宋末元初達到鼎盛，其轄境东括今湘西鳳凰，南鄰廣西北部，西以芙蓉江、湄潭、餘慶一線與播州楊氏比鄰，西南至都勻，北抵重庆边界一带。元末天下大亂，至正二十二年（1362年），思州宣慰使田仁厚遣使赴南京，宣誓效忠於朱元璋。其堂叔田茂安不服，於至正二十四年（1364年）占據鎮遠、思南，宣誓效忠於明玉珍，並將兩地獻於明玉珍。因此田茂安被授予思南宣慰使的官職，初治鎮遠，即思南土司。統一長達684年的田氏一分為二。入明後，思州宣慰司的轄地得到恢復，但兩思土司仍長期互相仇殺。
永樂九年（1411年），思州宣慰使田琛與思南宣慰使田宗鼎因爭奪沙坑發生衝突，明廷屢禁不止。田琛發兵攻擊思南，田宗鼎戰敗逃亡。明成祖對此行徑震怒，派顧成出兵，與翌年將田琛擒獲，永樂十一年（1413年）在北京斬首。思州土司隨即被改土歸流，廢除思州宣慰司，以其地設置思州、黎平、新化、石阡四府；廢除思南宣慰司，以其地設置思南、鎮遠、銅仁、烏羅四府。思州地區（今貴州東半部）由土司實際統治的歷史經歷二十六代，統治831年。但明政府在對兩思田氏土司改土歸流後，對該地區名義上實行“土流並治”，仍然在地方一級保留了大量受制於中央、輔弼流官的土知縣、長官等低階文、武職土司，部分田氏小土司的官銜延續至清末，與播州楊應龍之亂後土司勢力被徹底清除不同。

## 沿革
思州的前身為務州（治務川縣，今沿河），建於武德四年（621年），貞觀四年（630年），以思邛水改名思州，因處於烏江下游地區，與巴蜀往來密切，初為經制州，而非少數民族自治的羈縻州，此時田氏尚未進入思州。

田氏可能是從巴峽一帶逐步南遷至此。南北朝時，田氏的活動範圍當在峽中至今重慶南部，《南齊書·蠻傳》載：“永明初，向宗頭與黔陽蠻田豆渠等五千人為寇，巴東太守王圖南遣府司馬劉僧壽等開山，攻其寨”，《周書·蠻傳》載：“有冉氏、向氏、田氏者，陬落尤盛⋯⋯僭稱王侯，屯據三峽，斷遏水路，荊、蜀行人，至有假道者。”北周保定四年（564年），“涪陵蠻田思鶴以地內附，因置奉州，建德三年，改為黔州，隋大業三年，又改為黔安郡。”（《元和郡縣圖志》）。而北宋時的《田祐恭墓誌銘》田氏自身也記載：“唐有天下，田氏始祖克昌陟巴峽，絕志宦遊，從事商賈，遂卜築思州”，記載田氏從峽中地區來到思州的時間亦是唐朝。田克昌在永隆元年（680年）在思州築城，開採硃砂，經營思州後，田氏在思州的勢力日益強大，唐朝對思州也變為“以羈縻屬之”，准予世襲。思州地區從此700餘年為田氏世襲的封土。

### 羈縻時期
先天元年（712年）- 開元二十一年（733年） 
| 江南道黔州都督府 |        |        |
| 思州（治務川）   |        |        |
| 務川縣           | 思王縣 | 思邛縣 |

開元二十一年（733年） -  天寶元年（742年）
| 黔中道         |        |        |
| 思州（治務川） |        |        |
| 務川縣         | 思王縣 | 思邛縣 |

天寶元年（742年） -  天寶十年（751年）
| 黔中道黔中郡   |        |        |
| 思州（治務川） |        |        |
| 務川縣         | 思王縣 | 思邛縣 |

天寶十年（751年） -  大曆十二年（777年）
| 黔中道黔州經略招討觀察史 |        |        |
| 思州（治務川）           |        |        |
| 務川縣                   | 思王縣 | 思邛縣 |

光啟元年（888年） -  天祐四年（907年）
| 黔中道黔州刺史 |        |        |
| 思州（治務川） |        |        |
| 務川縣         | 思王縣 | 思邛縣 |

此後五代十國時期，直到大觀元年（1107年）田祐恭內附前，思州實際自治，無貢於朝廷，內部建制不詳。太平興國元年（976年），北宋政府曾命趙廷浦為思州刺史，不詳是否赴任。
大觀元年（1107年） -  宣和四年（1122年）
| 夔州路             |        |        |
| 思州刺史（治務川） |        |        |
| 務川縣             | 安夷縣 | 邛水縣 |

宣和四年（1122年），思州被撤，務川改為城，安夷、邛水改為堡，均隸黔州。
宣和四年（1122年） -  紹興元年（1131年）
| 夔州路黔州 |        |        |
| 務川城     | 安夷堡 | 邛水堡 |

紹興元年（1131年）七月，復置思州。田氏勢力進一步向南部擴大，諸多未建制地方不限於下表。
紹興元年（1131年）- 至元十四年（1277年）
| 夔州路         |        |        |
| 思州（治務川） |        |        |
| 務川縣         | 安夷縣 | 思邛縣 |

### 土司時期
至元十四年（1277年），思州守令田景賢歸順元朝，置思州安撫司，隸湖廣行省。十八年（1281年），改為思州宣慰司。二十年（1283年），鎮遠軍民總管府隸思州宣慰司。同年，討九溪十八洞楊氏誠州之地，置古州八萬洞總管府，隸思州宣慰司。二十一年（1281年）閏五月，思州宣慰司被降為思州軍民安撫司，隸順元路宣慰司（治今貴陽）。
至元二十一年（1281年）- 至元二十五年（1362年）
湖廣行省思州安撫司
- 縣：婺川
- 軍民總管府：鎮遠、古州八萬
- 州：福州、永州、乃州、鑾州、程州、三旺州、地州、忠州、天州、文州、合鳳州、芝山州、安習州、來化州
- 長官司：偏橋中寨、野雞坪、亮寨、沿河、龍泉坪、祐溪、水特姜、楠木洞、麻景洞、恩勒洞、德明洞、禿羅、浦口、高丹、茆雞等團、荔枝、安化上中下寨、洛卜寨、麥作土村、衙迪洞、契鋤洞、臘惹洞、勞岩洞、驢遲洞、中古州樂敦洞、上里坪、洪州泊里、曹滴洞、張家洞、德順寨偏橋四甲、思邛江、石阡、曉愛瀘洞赤溪、卑帶大小田、黃道溪、省溪壩場、金容金遠、台蓬若洞注溪、洪汝、葛彰葛商、平頭著可通達、榕江芝子平茶、楊溪公俄、大萬山薩葛辦、五寨銅人、銅人大小江、烏羅龍乾、西山大洞、會溪施容、感化州、客團

至治二年（1322年），廢古州八萬總管府，置上黎平長官司。
至元四年（1338年），新化洞、古州、潭溪、龍里、洪州等洞長官司改隸靖州軍民安撫司，尋還隸思州。
至正二十二年（1362年），思州田氏三房，時為鎮遠州治州的田茂安降於四川割據勢力明玉珍，將自己的封地鎮遠和繼承自因長房絕嗣而獲得的思南兩地獻出。明夏賞其思南宣慰使的官職，建立思南宣慰司，治鎮遠。思州宣撫使仍駐清江（今岑鞏）。思州始一分為二。
至正二十二年（1362年） - 至正二十五年（1365年）
思南宣慰司
- 縣：婺川
- 軍民總管府：鎮遠
- 長官司：水特姜、洪安、化濟、思印江、沿河祐溪、朗溪、金容金遠、偏桥中寨、铜人大小江、省溪壩場、提溪

至正二十五年（1365年），思南宣慰使田仁智和思州宣撫使田仁厚先後歸附明朝。朱元璋仍封田仁智為思南宣慰使，授田仁厚思州宣慰使。田茂安原先獻予明玉珍的土地被重新分配，思州宣慰司轄鎮遠一軍民府、務川、邛水、常寧等十縣，沿河、祐溪、龍泉等三十五長官司；思南宣慰司的面積則大為縮小。
明洪武三年（1370年），改湖耳、潭溪、古州、新化、亮寨、歐陽長官司為蠻夷長官司，隸思州宣慰司。四年（1371年），思南宣慰司改隸四川布政司，改鎮遠總管府為鎮遠州，隸思南宣慰司。五年（1372年）六月，改鎮遠州隸湖廣布政司。析原邛水縣地置邛水、得民、曉隘、陂帶五長官司，改偏橋中寨蠻夷長官司為偏橋長官司，置施秉蠻夷長官司，均屬思南宣慰司。同年八月，置石阡等處長官司，於思州地析置印江長官司，屬思州宣慰司。改八舟軍民長官司為蠻夷長官司。六年（1373年），思南宣慰司升為思南道宣慰使司，仍屬湖廣布政司。析思州地置都坪峨異溪長官司。十八年（1385年），思州侗民舉事，朝廷以故廢除五開、潭溪、古州等地的土人長官。二十五年（1392年），以團羅、得民、曉隘、陂帶等長官司合併為邛水十五洞長官司。
永樂元年（1403年），復置永從、潭溪、八舟、洪州泊里、曹滴洞、古州、西山陽洞、新化、湖耳、亮寨、歐陽、中林驗洞、龍里、赤溪湳洞等長官司，隸貴州衛。
十一年（1413年）二月，思南、思州宣慰使因為搶奪砂坑等原因續發爭地之戰，朝廷遂平兩思土司。次年（1414年）析為思州、鎮遠、黎平、新化、思南、石阡、銅仁、烏羅八府，改任流官，與西部的貴州宣慰司（治今貴陽）一起建立貴州布政司，史稱“貴州建制”。

## 歷代思州土司
1. 田宗顯
2. 田惟康
3. 田陽明
4. 田克昌
5. 田道元
6. 田公榮
7. 田載龍
8. 田時豐
9. 田佐禹
10. 田鳳翔
11. 田承文
12. 田正允
13. 田士儒
14. 田祐恭
15. 田汝瑞
16. 田祖衡
17. 田宗翰
18. 田慶裕
19. 田興隆
20. 田應丙
21. 田景賢
22. 田惟墉
23. 田茂烈
24. 田仁厚
25. 田弘政
26. 田琛